# GTE

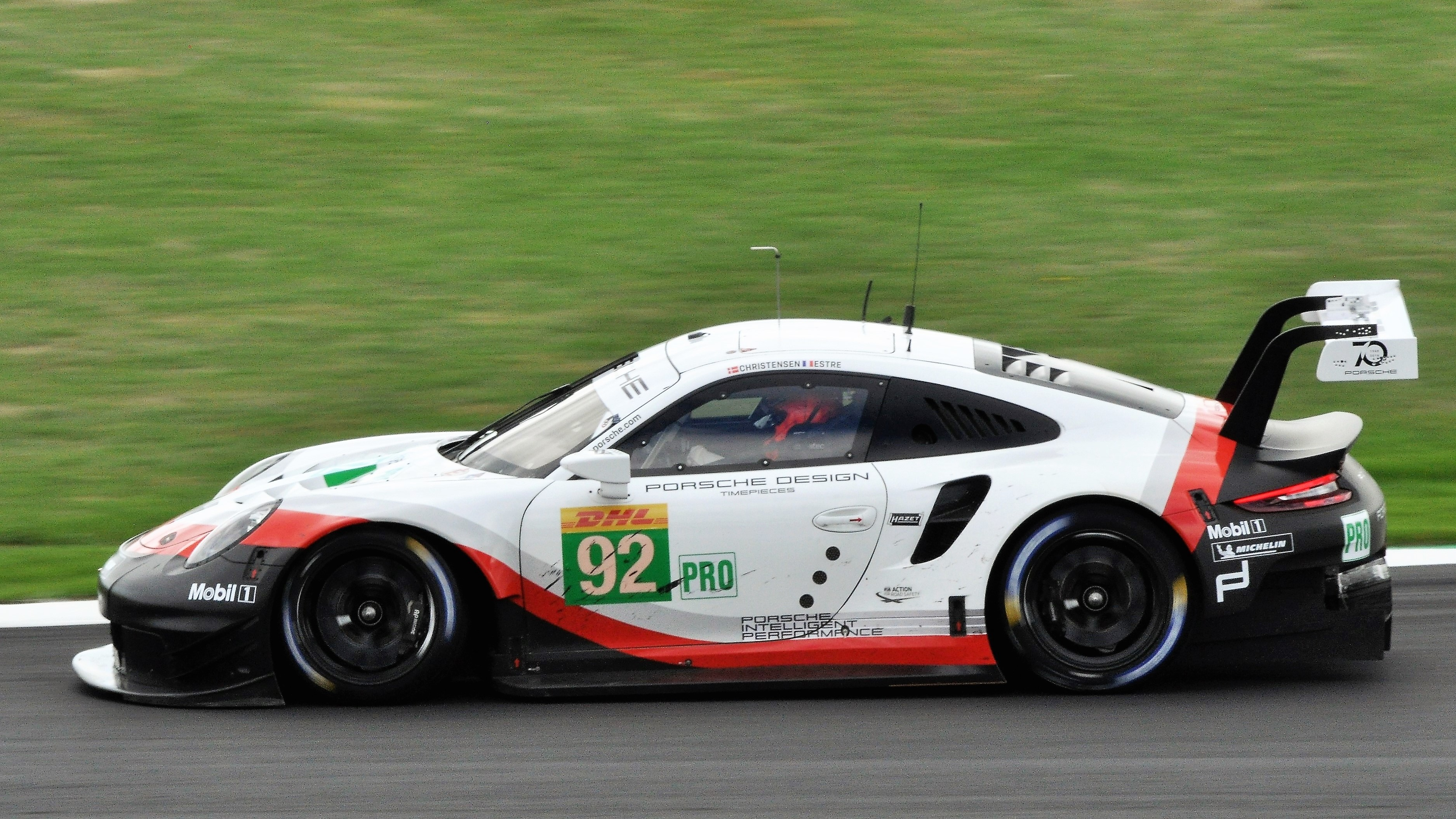
Porsche 911 RSR manejado por Kévin Estre, año 2018.

Le Mans Grand Touring Endurance, abreviado a LM GTE, es una serie de reglas mantenidas por el Automobile Club de l'Ouest (ACO) para automóviles de gran turismo usados en las 24 Horas de Le Mans y sus series asociadas. Esta clase era llamada antiguamente GT2 cuando era utilizada en las 24 Horas de Le Mans para distinguirlas de los rápidos automóviles GT1.

## Historia
La clase debutó en 1999 bajo el nombre N-GT y fue utilizada en FIA GT, las 24 Horas de Le Mans, la American Le Mans Series y Le Mans Series. En 2005, la clase fue rebautizada GT2.
Originalmente era dominada por el Porsche 911 GT3 en sus versiones R, RS y RSR, pero los Ferrari 360 Modena, Ferrari F430 y Panoz Esperante también fueron exitosos, así come el BMW M3 en los Estados Unidos. Otros modelos inscritos fueron los Aston Martin V8 Vantage, Morgan Aero 8, Spyker C8 y TVR Tuscan.
Cuando la clase GT1 fue eliminada de las competiciones ACO en la temporada 2011, la clase GT2 fue renombrada LM GTE en Europe y GT en los Estados Unidos. Los nuevos grandes rivales del vigente Porsche 911 fueron los Ferrari 458 Italia, Aston Martin V8 Vantage, Chevrolet Corvette, BMW M3, BMW Z4 y SRT Viper. Otros modelos menos exitosos en los primeros años 2010 fueron los Jaguar XKR, Lamborghini Gallardo, Lotus Evora y Ford GT.
FIA y ACO han anunciado sus intenciones de fusionar el reglamento LM GTE con el del Grupo GT3 dentro de un formato GT y GT+ para el 2016.

## Reglamento
ACO ha definido límites y requerimientos para la categoría LM GTE para asegurar que esos automóviles son legítimamente basados en otros de producción masiva. El coche debe ser apto para competir con 2 puertas, 2 asientos o 2+2, carrocería abierta o cerrada, que pueda ser usado en condiciones perfectamente legales en la vía pública y disponible para su venta. ACO modifica estas reglas para los "Pequeños fabricantes" (menos de 2000 automóviles producidos en un año)). Con el fin de ser un modelo elegible, un gran fabricante debe producir al menos un auto por semana o un fabricante pequeño un auto por mes. Estos autos serán elegibles para competir cuando 100 unidades de carretera (25 para pequeños fabricantes) sean producidas. El coche debe poseer una campaña de lanzamiento oficial y una red de ventas. El motor debe ser utilizado en un coche de producción; si bien este es generalmente el motor de la versión de carretera, ACO ha hecho excepciones para coches como el BMW Z4 GTE que utilizan motores de otros modelos. Están prohibidos la fibra de carbono, el titanio y el magnesio, excepto para partes especiales como spoilers y ruedas. Se permiten coches con cockpits de carbono (que no estén directamente ligados a la suspensión) La cilindrada está limitada a 5.5 litros (naturalmente aspirado) o 4.0 litros (turbo o sobrealimentados). Al SRT Viper se le concede una eximición especial de 8.0 litros. El peso mínimo es de 1245 kg. Los coches deben poseer luces y limpiaparabrisas en todo momento. Para distinguirse de los prototipos en la noche, los coches LM GTE deben utilizar faros de color amarillo. Está prohibida la tracción en las cuatro ruedas, mientras es permitido el control de tracción actuando sobre el motor. Las cajas de cambio son limitadas a seis marchas de avance. Todos los coches también deberán poseer cámaras de retrovisión complementando a los espejos.
Los coches tienen permitidas una serie de modificaciones cada 2 años. En el primer año de competición, a los coches que se estrenan se les permite una serie extra de modificaciones. Se permiten pequeñas modificaciones aerodinámicas para la carrera de Le Mans en cada año. Si el coche de carretera es actualizado con una nueva pieza, esta también podrá ser utilizada para el coche LM GTE mediante la actualización de la homologación. Los fabricantes también pueden aplicar excepciones para permitir la homologación de coches o partes que normalmente serían prohibidas por reglamento.
Por lo general, el reglamento técnico se centra en cuidar que los coches LM GTE sean, en términos de partes y dimensiones, relativamente parecidos a los coches de carretera. Los dispositivos aerodinámicos, como los spoilers, son fuertemente limitados. También existen menores requerimientos que son vestigios de la antigua época de Le Mans, como el requerimiento de un espacio para equipaje de al menos 150 dm³.
Para la carrera de Le Mans, LM GTE es dividida en dos clases: GTE-Pro y GTE-Am. Los coches GTE-Am Deben tener al menos un año de uso, o ser construido bajo las especificaciones del año anterior, y existen límites en la elección de pilotos según su experiencia y calidad.
El Comité de Resistencia de ACO se reserva el derecho de modificar el Balance de Performance entre los coches LM GTE mediante la modificación de los valores de pesos, motor o aerodinámica. Se utilizan restrictores de aire con dimensiones determinadas para una capacidad específica de cilindrada.

## Lista de coches LM GTE
- Aston Martin Vantage GT2/GTE
- BMW M3 GT2
- BMW Z4 GTE
- Chevrolet Corvette C6.R
- Chevrolet Corvette C7.R
- Ferrari F430 GT2
- Ferrari 458 Italia GT2
- Ford GT GT2
- Jaguar XKR GT2
- Lamborghini Gallardo LP 560-4
- Lotus Evora GTE
- Panoz Esperante GT-LM
- Porsche 911 GT3 RSR
- Porsche 911 RSR
- Spyker C8 GT2R
- SRT Viper GTS-R[3]

## Competiciones que utilizan coches LM GTE
- El Campeonato Mundial de Resistencia (Incluidas las 24 Horas de Le Mans) utilizaron coches GTE en las categorías LMGTE Pro y LMGTE Am hasta 2023, a partir de 2024 en este campeonato fueron sustituidos por la categoría GT3[4][5]
- La Le Mans Series tiene una clase reservada a coches GTE.[6]
- La Asian Le Mans Series permite coches GTE en su categoría GT.
- El United SportsCar Championship tiene una clase reservada a coches GTE, oficialmente llamada GTLM.[7]
- El International GT Open utiliza coches GTE en la categoría Super GT[8]